# リュボーフィ・イリュシェチキナ
リュボーフィ・イヴァノヴナ・イリュシェチキナ（ロシア語: Любо́вь Ива́новна Илю́шечкина, ロシア語ラテン翻字: Lubov Ivanovna Iliushechkina, 1991年11月5日 - ）は、ロシア出身、カナダの女性フィギュアスケート選手（ペア）。パートナーはシャルリ・ビロドー、ディラン・モスコビッチ、ヤニック・ココン、ノダリー・マイスラーゼなど。
2009年世界ジュニア選手権優勝。2008年ジュニアグランプリファイナル優勝。

## 経歴
4歳から5歳の時にかけてスケートを始める。2006年、コーチからペア転向を打診され転向を決意、モスクワに拠点を移した。
2007-2008シーズン、世界ジュニア選手権で銀メダルを獲得、翌年には金メダルを獲得した。2008-2009シーズン、出場したジュニアクラスの試合では全て優勝した。ロシア選手権で3位、ヨーロッパ選手権で5位となり、世界選手権の代表に選ばれるも、マイスラーゼの手の靭帯の怪我により出場を辞退した。
2010-2011シーズン、グランプリシリーズではスケートカナダで優勝。中国杯では4位となり、グランプリファイナル進出を決めた。
2012年3月、マイスラーゼとのペア解散を発表した。コーチは「ジャンプを失敗して、いつも謝ってばかりいた。」と語っている。5月にはフランス人のヤニック・ココンと練習をしていると報じられたが、ロシアスケート連盟のアレクサンドル・ゴルシコフは「第2のマリナ・アニシナにしたくない。」と発言をし、移籍を許可しない意志を示した。2014年6月、カナダのディラン・モスコビッチとペアを結成した。10月15日、ロシアスケート連盟からリリースが発表され、カナダ代表での競技会出場が可能となった。
2014-2015シーズン、3シーズンぶりに国際大会に復帰し、ワルシャワ杯で優勝。カナダ選手権では銀メダルを獲得し、四大陸選手権と世界選手権に初出場した。
2016-2017シーズン、スケートカナダで銅メダルを獲得し、6年ぶりにグランプリシリーズの表彰台に立った。四大陸選手権では初表彰台となる3位。世界選手権では、国内王者のメーガン・デュハメル/エリック・ラドフォード組が負傷で不調のところ、自己ベストの演技で6位に入り、カナダペアのオリンピック出場枠「3」を確保した。
2017-2018シーズン、フィンランディア杯で4位。スケートカナダで6位、フランス国際では4位。平昌オリンピック代表の懸かるカナダ選手権ではペア結成以来初めて表彰台を逃す4位で、代表の座を逃した。四大陸選手権でも4位に終わり、このシーズンは主要な大会でメダルを手にすることはなかった。4月10日、モスコビッチの現役引退に伴いペアを解散した。ペア解散後はシルク・ドゥ・ソレイユと契約し、ショーでのパフォーマンスに参加した。
2019年3月4日、シャルリ・ビロドーとのペア結成を発表。コーチをリチャード・ゴーチエとブルーノ・マルコットに変更し、モントリオールで練習を積むことも併せて発表した。

## 主な戦績
- シャルリ・ビロドーとのペア (カナダ所属)

| 大会/年              | 2019-20 |
| -------------------- | ------- |
| GP中国杯             | 3       |
| GPスケートカナダ     | 5       |
| CSフィンランディア杯 | 3       |

- ディラン・モスコビッチとのペア (カナダ所属)

| 大会/年              | 2014-15 | 2015-16 | 2016-17 | 2017-18 |
| -------------------- | ------- | ------- | ------- | ------- |
| 世界選手権           | 13      | 7       | 6       |         |
| 四大陸選手権         | 6       | 5       | 3       | 4       |
| カナダ選手権         | 2       | 3       | 2       |         |
| GPフランス国際       |         |         |         | 4       |
| GP中国杯             |         | 7       | 3       |         |
| GPスケートカナダ     |         |         | 3       | 6       |
| GP NHK杯             |         | 5       |         |         |
| CSフィンランディア杯 |         |         |         | 4       |
| CSネーベルホルン杯   |         |         | 2       |         |
| CSネペラ杯           |         | 4       |         |         |
| CSワルシャワ杯       | 1       |         |         |         |

- ノダリー・マイスラーゼとのペア (ロシア所属)

| 大会/年               | 2007-08 | 2008-09 | 2009-10 | 2010-11 | 2011-12 |
| --------------------- | ------- | ------- | ------- | ------- | ------- |
| 欧州選手権            |         |         | 5       |         |         |
| ロシア選手権          | 4       | 3       | 4       | 5       | 6       |
| GPファイナル          |         |         |         | 4       |         |
| GP NHK杯              |         |         |         |         | 6       |
| GPスケートカナダ      |         |         |         | 1       | 5       |
| GP中国杯              |         |         | 5       | 4       |         |
| GPロシア杯            |         |         | 4       |         |         |
| ネペラ記念            |         |         |         |         | 3       |
| 冬季ユニバーシアード  |         |         |         | 1       |         |
| ゴールデンスピン      |         |         | 1       |         |         |
| 世界Jr.選手権         | 2       | 1       |         |         |         |
| ロシアJr.選手権       | 2       |         |         |         |         |
| JGPファイナル         |         | 1       |         |         |         |
| JGPゴールデンリンクス |         | 1       |         |         |         |
| JGPチェコスケート     |         | 1       |         |         |         |

- J = ジュニアクラス

### 詳細
| 2017-2018 シーズン    |                                                         |         |          |          |
| 開催日                | 大会名                                                  | SP      | FS       | 結果     |
| 2018年1月22日 - 27日  | 2018年四大陸フィギュアスケート選手権（台北）            | 5 64.50 | 5 114.50 | 4 179.00 |
| 2017年11月17日 - 19日 | ISUグランプリシリーズフランス国際（グルノーブル）       | 4 66.36 | 4 126.71 | 4 193.07 |
| 2017年10月27日 - 29日 | ISUグランプリシリーズスケートカナダ（レジャイナ）       | 5 64.06 | 6 112.29 | 6 176.35 |
| 2017年10月6日 - 8日   | ISUチャレンジャーシリーズフィンランディア杯（エスポー） | 4 64.15 | 3 119.65 | 4 183.80 |

| 2016-2017 シーズン     |                                                                  |         |          |          |
| 開催日                 | 大会名                                                           | SP      | FS       | 結果     |
| 2017年3月27日 - 4月2日 | 2017年世界フィギュアスケート選手権（ヘルシンキ）                 | 6 73.14 | 8 133.05 | 6 206.19 |
| 2017年2月14日 - 19日   | 2017年四大陸フィギュアスケート選手権（江陵）                     | 4 73.04 | 4 132.27 | 3 205.31 |
| 2017年1月16日 - 22日   | カナダフィギュアスケート選手権（オタワ）                         | 2 72.19 | 2 136.05 | 2 208.24 |
| 2016年11月18日 - 20日  | ISUグランプリシリーズ 中国杯（北京）                             | 2 71.28 | 3 120.26 | 3 191.54 |
| 2016年10月27日 - 30日  | ISUグランプリシリーズ スケートカナダ（ミシサガ）                 | 3 67.53 | 3 122.69 | 3 190.22 |
| 2016年9月22日 - 24日   | ISUチャレンジャーシリーズ ネーベルホルン杯（オーベルストドルフ） | 2 65.98 | 2 118.42 | 2 184.40 |

| 2015-2016 シーズン      |                                                                        |         |          |          |
| 開催日                  | 大会名                                                                 | SP      | FS       | 結果     |
| 2016年3月26日 - 4月3日  | 2016年世界フィギュアスケート選手権（ボストン）                         | 8 68.17 | 6 131.35 | 7 199.52 |
| 2016年2月16日 - 21日    | 2016年四大陸フィギュアスケート選手権（台北）                           | 5 61.97 | 5 117.70 | 5 179.67 |
| 2016年1月18日 - 24日    | カナダフィギュアスケート選手権（ハリファックス）                       | 3 69.50 | 3 134.72 | 3 204.22 |
| 2015年11月27日 - 29日   | ISUグランプリシリーズ NHK杯（長野）                                    | 5 63.80 | 6 116.83 | 5 180.63 |
| 2015年11月6日 - 8日     | ISUグランプリシリーズ 中国杯（北京）                                   | 7 55.42 | 6 111.38 | 7 166.80 |
| 2015年9月30日 - 10月4日 | ISUチャレンジャーシリーズ オンドレイネペラトロフィー（ブラチスラヴァ） | 4 57.38 | 4 111.66 | 4 169.04 |

| 2014-2015 シーズン    |                                                      |          |           |           |
| 開催日                | 大会名                                               | SP       | FS        | 結果      |
| 2015年3月23日 - 29日  | 2015年世界フィギュアスケート選手権（上海）           | 11 60.32 | 13 109.59 | 13 169.91 |
| 2015年2月9日 - 15日   | 2015年四大陸フィギュアスケート選手権（ソウル）       | 6 60.13  | 6 113.37  | 6 173.50  |
| 2015年1月19日 - 25日  | カナダフィギュアスケート選手権（キングストン）       | 2 65.15  | 2 122.70  | 2 187.85  |
| 2014年11月20日 - 23日 | ISUチャレンジャーシリーズ ワルシャワ杯（ワルシャワ） | 1 55.40  | 1 107.62  | 1 163.02  |

| 2011-2012 シーズン      |                                                    |         |          |          |
| 開催日                  | 大会名                                             | SP      | FS       | 結果     |
| 2011年12月24日 - 28日   | ロシアフィギュアスケート選手権（サランスク）       | 4 57.00 | 6 110.74 | 6 167.74 |
| 2011年11月11日 - 13日   | ISUグランプリシリーズ NHK杯（札幌）                | 6 53.12 | 6 105.89 | 6 159.01 |
| 2011年10月27日 - 30日   | ISUグランプリシリーズ スケートカナダ（ミシサガ）   | 5 58.14 | 6 107.03 | 5 165.17 |
| 2011年9月29日 - 10月2日 | 2011年オンドレイネペラメモリアル（ブラチスラヴァ） | 2 60.12 | 3 100.94 | 3 161.06 |

| 2010-2011 シーズン     |                                                      |         |          |          |
| 開催日                 | 大会名                                               | SP      | FS       | 結果     |
| 2011年1月30日 - 2月5日 | ユニバーシアード冬季競技大会（エルズルム）           | 1 60.59 | 1 114.44 | 1 175.03 |
| 2010年12月25日 - 29日  | ロシアフィギュアスケート選手権（サランスク）         | 6 58.68 | 4 120.81 | 5 179.49 |
| 2010年12月9日 - 12日   | 2010/2011 ISUグランプリファイナル（北京）            | 5 60.06 | 4 117.38 | 4 177.44 |
| 2010年11月5日 - 7日    | ISUグランプリシリーズ 中国杯（北京）                 | 4 55.85 | 4 106.24 | 4 162.09 |
| 2010年10月29日 - 31日  | ISUグランプリシリーズ スケートカナダ（キングストン） | 1 60.72 | 2 110.68 | 1 171.40 |

| 2009-2010 シーズン    |                                                        |         |          |          |
| 開催日                | 大会名                                                 | SP      | FS       | 結果     |
| 2009年12月25日 - 26日 | ロシアフィギュアスケート選手権（サンクトペテルブルク） | 4 59.67 | 4 110.82 | 4 170.49 |
| 2009年12月11日 - 12日 | 2009年ゴールデンスピン（ザグレブ）                     | 1 61.60 | 1 95.89  | 1 157.49 |
| 2009年10月30日 - 31日 | ISUグランプリシリーズ 中国杯（北京）                   | 3 62.54 | 7 90.76  | 5 153.30 |

| 2008-2009 シーズン    |                                                        |         |          |          |
| 開催日                | 大会名                                                 | SP      | FS       | 結果     |
| 2009年2月24日 - 25日  | 2009年世界ジュニアフィギュアスケート選手権（ソフィア） | 1 55.12 | 2 89.2   | 1 144.32 |
| 2009年1月20日 - 25日  | 2009年ヨーロッパフィギュアスケート選手権（ヘルシンキ） | 5 52.42 | 5 95.42  | 5 147.84 |
| 2008年12月24日 - 28日 | ロシアフィギュアスケート選手権（カザン）               | 4 57.58 | 3 109.86 | 3 167.44 |
| 2008年12月11日 - 14日 | 2008/2009 ISUジュニアグランプリファイナル（高陽）      | 1 56.88 | 1 92.50  | 1 149.38 |
| 2008年11月20日 - 23日 | ISUグランプリシリーズ ロシア杯（モスクワ）             | 5 49.96 | 4 100.83 | 4 150.79 |
| 2008年10月1日 - 5日   | ISUジュニアグランプリ ゴールデンリンクス（ホメリ）     | 1 56.26 | 1 97.17  | 1 153.43 |
| 2008年9月17日 - 21日  | ISUジュニアグランプリ チェコスケート（オストラヴァ）   | 1 54.49 | 1 84.79  | 1 139.28 |

| 2007-2008 シーズン     |                                                              |         |          |          |
| 開催日                 | 大会名                                                       | SP      | FS       | 結果     |
| 2008年2月25日 - 3月2日 | 2008年世界ジュニアフィギュアスケート選手権（ソフィア）       | 2 52.05 | 1 92.81  | 2 144.86 |
| 2008年1月30日 - 2月2日 | ロシアジュニアフィギュアスケート選手権（ロストフ・ナ・ドヌ） | 2       | 2        | 2 147.17 |
| 2008年1月3日 - 7日     | ロシアフィギュアスケート選手権（サンクトペテルブルク）       | 5 54.95 | 4 102.88 | 4 157.83 |

## プログラム使用曲

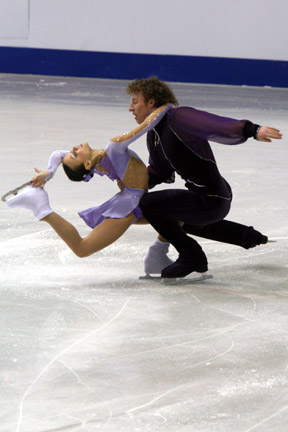
Iliushechkina and Maisuradze at 2008 Junior Worlds

| シーズン  | SP | FS | EX                                                                               |
| --------- | --- | --- | -------------------------------------------------------------------------------- |
| 2017-2018 | 夜の囁き 作曲：フィル・コリンズタンゴ・ジェラシー 作曲：ヤコブ・ゲーゼ 振付：デヴィッド・ウィルソン、マリー＝フランス・デュブレイユ | At This Moment 曲：ビリー・ヴェラ、The Beaters                                                         | Black Velvet 曲：アランナ・マイルズ                                              |
| 2016-2017 | タンゴ・ジェラシー 作曲：ヤコブ・ゲーゼ 振付：デヴィッド・ウィルソン、マリー＝フランス・デュブレイユ                                | When You Say You Love Me 作曲：ダレン・ヘイズ ボーカル：ジョシュ・グローバン 振付：サンドラ・ベジック  | Since I've Been Loving You 曲：レッド・ツェッペリン 振付：デヴィッド・ウィルソン |
| 2015-2016 | Since I've Been Loving You 曲：レッド・ツェッペリン 振付：デヴィッド・ウィルソン                                                    | 交響曲第2番 作曲：セルゲイ・ラフマニノフ 振付：デヴィッド・ウィルソン                                  | Feeling Good ボーカル：マイケル・ブーブレ 振付：デヴィッド・ウィルソン           |
| 2014-2015 | Feeling Good ボーカル：マイケル・ブーブレ 振付：デヴィッド・ウィルソン                                                              | 映画『007 ロシアより愛をこめて』サウンドトラックより 作曲：ジョン・バリー 振付：デヴィッド・ウィルソン | I Put a Spell on You ボーカル：ガルー                                            |
| 2011–2012 | 歌劇『セビリアの理髪師』より 作曲：ジョアキーノ・ロッシーニ                                                                         | 映画『コーラスライン』より 作曲：マーヴィン・ハムリッシュ                                              |                                                                                  |
| 2010–2011 | 歌劇『セビリアの理髪師』より 作曲：ジョアキーノ・ロッシーニ                                                                         | 映画『1492 コロンブス』より 作曲：ヴァンゲリス                                                         | La Comédie by unknown                                                            |
| 2009–2010 | イエスタディ 曲：ビートルズ | 映画『1492 コロンブス』より 作曲：ヴァンゲリス                                                         | La Comédie by unknown                                                            |
| 2008–2009 | プロローグ 作曲：ロリーナ・マッケニット                                                                                             | ミュージック・セレクション 演奏：エドウィン・マートン                                                  | 伝説のチャンピオン 曲：クイーン                                                  |
| 2007–2008 | The Gadfly 作曲：ドミートリイ・ショスタコーヴィチ                                                                                   | ABBAメドレー                                                                                           | 伝説のチャンピオン 曲：クイーン                                                  |